# Delphinium candelabrum
Delphinium candelabrum är en ranunkelväxtart som beskrevs av Carl Hansen Ostenfeld. Delphinium candelabrum ingår i släktet storriddarsporrar, och familjen ranunkelväxter. Utöver nominatformen finns också underarten D. c. monanthum.